# Izotopy uhlíku
Uhlík (6C) má 16 známých izotopů, od 8C do 23C, z nichž jsou dva, 12C a 13C, stabilní. Radioizotopem s nejdelším poločasem přeměny (5730 let) je 14C, který je také jediným přírodním radioizotopem uhlíku. Ve stopových množstvích vzniká působením kosmického záření v atmosféře reakcí:
14N + 1n → 14C + 1H.
Nestabilní je rovněž umělý radioizotop je 11C s poločasem 20,364 minut. Ostatní izotopy mají poločas kratší než 20 sekund, většinou méně než 200 milisekund. Nejméně stabilní je 8C, jehož poločas přeměny má hodnotu 2,0×10−21 s.

## Uhlík-11
Uhlík-11 (11C) je radioaktivní izotop uhlíku, který se přeměňuje na bor-11. Tato přeměna probíhá převážně jako přeměna beta plus, ovšem u 0,19-0,23 % atomů proběhne záchyt elektronu. Poločas přeměny je 20,364 minut.
11C → 11B + e+ + νe + 0,96 MeV
11C + e− → 11B + νe + 1,98 MeV
Vyrábí se z dusíku v cyklotronu reakcí
14N + p → 11C + 4He
Tento nuklid se používá na radioaktivní značkování molekul v pozitronové emisní tomografii.

## Přírodní izotopy
V přírodě se vyskytují tři izotopy uhlíku: 12C, 13C a 14C. První dva jsou stabilní, vyskytují se v poměru přibližně 99:1. 14C je vytvářen tepelnými neutrony z kosmického záření ve vyšších vrstvách atmosféry, odkud se dostává k zemskému povrchu a je absorbován živými organismy. Jelikož je radioaktivní s poločasem 5700 let, je radiometricky detekovatelný. Protože mrtvá těla neabsorbují 14C, jeho množství se v nich postupně snižuje. Určením obsahu zbylého 14C lze zjistit stáří organického materiálu, tato metoda se nazývá radiokarbonová metoda datování.

## Seznam izotopů
| nuklid symbol | Z(p) | N(n) | hmotnost izotopu (u) | poločas přeměny                | způsob(y) přeměny | produkt(y) přeměny | jaderný spin | reprezentativní isotopové složení (molární zlomek) | rozmezí přirozeného složení (molární zlomek) |
| ------------- | ---- | ---- | -------------------- | ------------------------------ | ----------------- | ------------------ | ------------ | -------------------------------------------------- | -------------------------------------------- |
| 8C            | 6    | 2    | 8,037 675(25)        | 2,0(4) × 10−21 s [230(50) keV] | 2p                | 6Be                | 0            |                                                    |                                              |
| 9C            | 6    | 3    | 9,031 0367(23)       | 126,5(9) ms                    | β+ (60 %)         | 9B                 | −3/2         |                                                    |                                              |
| 9C            | 6    | 3    | 9,031 0367(23)       | 126,5(9) ms                    | β+, p (23 %)      | 8Be                | −3/2         |                                                    |                                              |
| 9C            | 6    | 3    | 9,031 0367(23)       | 126,5(9) ms                    | β+, α (17 %)      | 5Li                | −3/2         |                                                    |                                              |
| 10C           | 6    | 4    | 10,016 853 2(4)      | 19,308 s                       | β+                | 10B                | 0            |                                                    |                                              |
| 11C           | 6    | 5    | 11,011 433 6(10)     | 20,364 min                     | β+ (99,79%)       | 11B                | −3/2         |                                                    |                                              |
| 11C           | 6    | 5    | 11,011 433 6(10)     | 20,364 min                     | EC (0,21%)        | 11B                | −3/2         |                                                    |                                              |
| 12C           | 6    | 6    | 12 přesně            | Stabilní                       | Stabilní          | Stabilní           | 0            | 0,989 3(8)                                         | 0,988 53–0,990 37                            |
| 13C           | 6    | 7    | 13,003 354 837 8(10) | Stabilní                       | Stabilní          | Stabilní           | −1/2         | 0,010 7(8)                                         | 0,009 63–0,011 47                            |
| 14C           | 6    | 8    | 14,003 241 989(4)    | 5 700 let                      | β−                | 14N                | 0            | Stopy                                              | <10−12                                       |
| 15C           | 6    | 9    | 15,010 599 3(9)      | 2,449(5) s                     | β−                | 15N                | +1/2         |                                                    |                                              |
| 16C           | 6    | 10   | 16,014 701 (4)       | 0,747(8) s                     | β−, n (99,2 %)    | 15N                | 0            |                                                    |                                              |
| 16C           | 6    | 10   | 16,014 701 (4)       | 0,747(8) s                     | β− (0,8 %)        | 16N                | 0            |                                                    |                                              |
| 17C           | 6    | 11   | 17,022 586(19)       | 191 ms                         | β− (71,59 %)      | 17N                | +3/2         |                                                    |                                              |
| 17C           | 6    | 11   | 17,022 586(19)       | 191 ms                         | β−, n (28,41 %)   | 16N                | +3/2         |                                                    |                                              |
| 18C           | 6    | 12   | 18,026 76(3)         | 92(2) ms                       | β− (78 %)         | 18N                | 0            |                                                    |                                              |
| 18C           | 6    | 12   | 18,026 76(3)         | 92(2) ms                       | β−, n (22 %)      | 17N                | 0            |                                                    |                                              |
| 19C           | 6    | 13   | 19,034 81(11)        | 46,2(23) ms                    | β−, n (47,0 %)    | 18N                | +1/2         |                                                    |                                              |
| 19C           | 6    | 13   | 19,034 81(11)        | 46,2(23) ms                    | β− (46,0 %)       | 19N                | +1/2         |                                                    |                                              |
| 19C           | 6    | 13   | 19,034 81(11)        | 46,2(23) ms                    | β−, 2n (7 %)      | 17N                | +1/2         |                                                    |                                              |
| 20C           | 6    | 14   | 20,040 32(26)        | 16,2 ms                        | β−, n (66 %)      | 19N                | 0            |                                                    |                                              |
| 20C           | 6    | 14   | 20,040 32(26)        | 16,2 ms                        | β− (34 %)         | 20N                | 0            |                                                    |                                              |
| 21C           | 6    | 15   | 21,049 34(54)#       | <30 ns                         | n                 | 20C                | +1/2         |                                                    |                                              |
| 22C           | 6    | 16   | 22,057 20(97)#       | 6,1 ms                         | β−                | 22N                | 0            |                                                    |                                              |
| 23C           | 6    | 17   |                      |                                |                   |                    |              |                                                    |                                              |